# مایا رودولف
مایا رودولف (انگلیسی: Maya Khabira Rudolph؛ زادهٔ ۲۷ ژوئیهٔ ۱۹۷۲) کمدین و هنرپیشه اهل ایالات متحده آمریکا یهودی‌تبار است. وی از سال ۱۹۹۶ میلادی تاکنون مشغول فعالیت بوده‌است. در سال ۲۰۰۰، رودولف عضوی از بازیگران پخش زنده شنبه شب شد و به عنوان بازیگر نقش مکمل در فیلم‌های ۵۰ قرار اول (۲۰۰۴)، همراهان خانه‌ای در علف‌زار (۲۰۰۶) و ایدیوکراسی (۲۰۰۶) ظاهر شد.
پس از ترک برنامه پخش زنده شنبه شب در سال ۲۰۰۷، رودولف در فیلم‌هایی همچون بزرگ‌شده‌ها (۲۰۱۰)، ساقدوش‌ها (۲۰۱۱)، بزرگ‌شده‌ها ۲ (۲۰۱۳)، خباثت ذاتی (۲۰۱۴)، خواهران (۲۰۱۵) و پایه مهمانی (۲۰۱۸) حضور یافت. از صدای او در انیمیشن‌های شرک سوم (۲۰۰۷)، شش قهرمان بزرگ (۲۰۱۴)، فیلم پرندگان خشمگین (۲۰۱۶)، فیلم شکلک (۲۰۱۷)، فیلم پرندگان خشمگین ۲ (۲۰۱۹)، میچل‌ها در برابر ماشین‌ها (۲۰۲۱) و لوکا (۲۰۲۱) استفاده شده‌است.
در سال ۲۰۱۶، او به همراه مارتین شورت در سریال مایا و مارتی به عنوان بازیگر، تهیه‌کننده و نویسنده حضور یافت. از سال ۲۰۱۷، وی در سریال انیمیشنی نتفلیکس، دهان بزرگ، صداپیشه شخصیت‌های مختلف را انجام می‌دهد که برای او یک جایزه امی به‌همراه داشت. از سال ۲۰۱۸ تا ۲۰۲۰ رودولف در سریال جای خوب بازی کرد که برای این نقش سه بار نامزد جایزه امی شد.

## فیلم‌شناسی

### فیلم
- گاتاکا (۱۹۹۷)
- بهتر از این نمی‌شه (۱۹۹۷)
- دوئت (۲۰۰۰)
- دوپلکس (۲۰۰۳)
- ۵۰ قرار اول (۲۰۰۴)
- همراهان خانه‌ای در علف‌زار (۲۰۰۶)
- ایدیوکراسی (۲۰۰۶)
- شرک ۳ (۲۰۰۷)
- جایی که می‌رویم (۲۰۰۹)
- مک‌گروبر (۲۰۱۰)
- بزرگ‌شده‌ها (۲۰۱۰)
- ساقدوش‌ها (۲۰۱۱)
- نگهبان باغ‌وحش (۲۰۱۱)
- توربو (۲۰۱۳)
- بزرگ‌شده‌ها ۲ (۲۰۱۳)
- راه راه بازگشت (۲۰۱۳)
- عملیات آجیلی (۲۰۱۴)
- خباثت ذاتی (۲۰۱۴)
- شش قهرمان بزرگ (۲۰۱۴)
- طرح مگی (۲۰۱۵)
- خواهران (۲۰۱۵)
- پرندگان خشمگین (۲۰۱۶)
- ستاره‌های پاپ: هرگز متوقف نمی‌شوند (۲۰۱۶)
- شکلک (۲۰۱۷)
- عملیات آجیلی ۲: آجیلی اصل (۲۰۱۷)
- پایه مهمانی (۲۰۱۸)
- قتل در ساعات خوش (۲۰۱۸)
- فیلم لگو ۲: بخش دوم (۲۰۱۹)
- بوک اسمارت (۲۰۱۹)
- فیلم پرندگان خشمگین ۲ (۲۰۱۹)
- ویلابی‌ها (۲۰۲۰)
- هالووین هیوبی (۲۰۲۰)
- میچل‌ها در برابر ماشین‌ها (۲۰۲۱)
- لوکا (۲۰۲۱)

### تلویزیون
- پخش زنده شنبه شب (۲۰۰۷–۲۰۰۰)
- سیمپسون‌ها (۲۰۰۷)
- فامیلی گای (۲۰۱۴)
- کمدی بنگ! بنگ! (۲۰۱۵)
- مایا و مارتی (۲۰۱۶)
- بروکلین نه-نه (۲۰۱۶)
- دهان بزرگ (۲۰۱۷-اکنون)
- جای خوب (۲۰۲۰–۲۰۱۸)

## جوایز
- نامزد جایزه ستلایت بهترین بازیگر زن در مجموعه تلویزیونی کمدی یا موزیکال- پخش زنده شنبه شب سال ۲۰۰۴
- نامزد جایزه امی بهترین بازیگر مهمان در مجموعه تلویزیونی کمدی- پخش زنده شنبه شب سال ۲۰۱۲
- نامزد انجمن نویسندگان آمریکا سریال کمدی- مایا و مارتی سال ۲۰۱۶
- نامزد جایزه امی بهترین بازیگر مهمان در مجموعه تلویزیونی کمدی- جای خوب سال ۲۰۱۸
- نامزد جایزه امی بهترین بازیگر مهمان در مجموعه تلویزیونی کمدی- جای خوب سال ۲۰۱۹
- نامزد جایزه امی بهترین بازیگر مهمان در مجموعه تلویزیونی کمدی- جای خوب سال ۲۰۲۰
- برنده جایزه امی بهترین بازیگر مهمان در مجموعه تلویزیونی کمدی- پخش زنده شنبه شب سال ۲۰۲۰
- برنده جایزه امی بهترین صداپیشه- دهان بزرگ سال ۲۰۲۰